# Crytea dubia
Crytea dubia är en stekelart som först beskrevs av Gyöö Viktor Szépligeti 1908.  Crytea dubia ingår i släktet Crytea och familjen brokparasitsteklar. Inga underarter finns listade i Catalogue of Life.